# VU (album)
VU je kompilační album skupiny The Velvet Underground. Album vyšlo v únoru 1985 u Verve Records. Album obsahuje i nové, dříve nevydané skladby. Některé skladby vydal Lou Reed na svých sólových albech, jedná se o skladby: „I Can't Stand It“, „Lisa Says“ a „Ocean“ (Lou Reed, 1972), „Andy's Chest“ (Transformer, 1972), „Stephanie Says“ (pod názvem „Caroline Says II“, Berlin, 1973) a „She's My Best Friend“ (Coney Island Baby, 1976).

## Seznam skladeb
| Strana 1 | Strana 1             | Strana 1 | Strana 1 |
| Pořadí   | Název                | Autor    | Délka    |
| -------- | -------------------- | -------- | -------- |
| 1.       | I Can't Stand It     | Reed     | 3:21     |
| 2.       | Stephanie Says       | Reed     | 2:49     |
| 3.       | She's My Best Friend | Reed     | 2:47     |
| 4.       | Lisa Says            | Reed     | 2:53     |
| 5.       | Ocean                | Reed     | 5:10     |

| Strana 2       | Strana 2                     | Strana 2                            | Strana 2 |
| Pořadí         | Název                        | Autor                               | Délka    |
| -------------- | ---------------------------- | ----------------------------------- | -------- |
| 1.             | Foggy Notion                 | Reed, Morrison, Yule, Tucker, Weiss | 6:41     |
| 2.             | Temptation Inside Your Heart | Reed                                | 2:30     |
| 3.             | One of These Days            | Reed                                | 3:50     |
| 4.             | Andy's Chest                 | Reed                                | 2:49     |
| 5.             | I'm Sticking with You        | Reed                                | 2:26     |
| Celková délka: | Celková délka:               | Celková délka:                      | 35:16    |

## Obsazení

### The Velvet Underground
- Lou Reed – kytara, zpěv
- John Cale – viola, basová kytara, celesta, doprovodný zpěv v „Stephanie Says“ a „Temptation Inside Your Heart“
- Sterling Morrison – kytara, doprovodný zpěv
- Maureen Tucker – perkuse, zpěv v „I'm Sticking with You“
- Doug Yule – basová kytara, klávesy, kytara v „One of These Days“, zpěv v „She's My Best Friend“, doprovodný zpěv v „I Can't Stand It“, „She's My Best Friend“, „Lisa Says“, „Foggy Notion“, „One of These Days“, „Andy's Chest“ a „I'm Sticking with You“

### Technická podpora
- The Velvet Underground – producenti
- Gary Kellgren – zvukový inženýr
- Bill Levenson – vedoucí producent kompilace
- J. C. Convertino – zvukový inženýr kompilace